# The Phoenix (album)
The Phoenix est le 1er album du groupe Mastercastle sorti en 2009.

## Liste des chansons
Toutes les paroles sont écrites par Giorgia Gueglio, toute la musique est composée par Pier Gonella.
| 1.    | Words are swords | 3:32 |
| 2.    | Princess of love | 4:24 |
| 3.    | Space            | 4:07 |
| 4.    | My Screams       | 5:26 |
| 5.    | Lullaby noir     | 4:47 |
| 6.    | The Phoenix      | 5:17 |
| 7.    | Greedy Blade     | 4:03 |
| 8.    | Dawn of promises | 5:44 |
| 9.    | Memories         | 3:33 |
| 10.   | Cradle of stone  | 4:39 |
| 45:58 |                  |      |